# Halina Białówna
Halina Białówna (też: Białłówna) (ur. 1923 w Łucku, zm. lipiec 1944 w Zamościu) – harcerka Chorągwi Lubelskiej, żołnierz Państwa Podziemnego i ruchu oporu.

## Życiorys
Z ojcem Stanisławem, który był kapitanem 9 pułku piechoty Legionów zamieszkała w Zamościu. Uczęszczała do gimnazjum. Była harcerką Chorągwi Lubelskiej Organizacji Harcerek. W czasie II wojny światowej i okupacji niemieckiej w Polsce pracowała w gabinecie dentystycznym. Jej ojciec zginął w KL Auschwitz. Z rozkazu ruchu oporu pełniła funkcję dozorczyni w więzieniu, żeby pomóc uwięzionym i zbierać informacje dla podziemia. W 1942 trafiła z matką i bratem do obozu przesiedleńczego w Zamościu.
24 kwietnia 1943 w Wielką Sobotę wyprowadziła z niemieckiego więzienia w Zamościu swoją nauczycielkę Adelę Bakuniakową (Ostowicz). Uciekła razem z nią i wstąpiła do oddziału partyzanckiego. W czerwcu 1944 została aresztowana przez Gestapo. Była torturowana i bita przez Niemców. Nie wydała nikogo. Nie zdradziła nazwisk partyzantów. 20 lipca została zagazowana z 80 innymi więźniami. Niektóre źródła podają, że została rozstrzelana 15 lipca 1944 na Rotundzie Zamojskiej. Tam też znajduje się jej grób, który obok grobów Gomółki i Fenca, w 1997 został udekorowany Krzyżem Harcerskim.
Była jedną z trzech ustalonych zamordowanych harcerek na Rotundzie Zamojskiej obok 16-letniej Grażyny Kierszniewskiej i 17-letniej Danuty Sztarejko, córki pułkownika Stanisława Sztarejko.